# 류드비크 파데예프
류드비크 드미트리예비치 파데예프(러시아어: Лю́двиг Дми́триевич Фадде́ев, 1934년 3월 23일 ~ 2017년 2월 26일)는 러시아의 이론물리학자다. 게이지 이론의 양자화에 공헌하였다. 또한, 양자 적분가능계에도 업적을 남겼다.

## 생애
파데예프는 상트페테르부르크에서 태어났다. 아버지 드미트리 파데예프는 대수학자였으며 상트페테르부르크 대학교의 수학 교수였다. 어머니 또한 수학자였고, 수치적 선형대수학을 연구하였다.
파데예프는 상트페테르부르크 대학교 물리학과에 입학하여 블라디미르 포크 아래 강의를 들었으며, 1956년 학사 학위를 받았다. 같은 대학교에서 산란 이론에 대하여 박사 학위를 1959년 취득하였다.
1976년부터 2000년까지 스테클로프 수학연구소 상트페테르부르크 분교의 장이었다.